# Коста Гули
Коста Гули (на румънски: Costa Guli; на арумънски: Costa Guli) е арумънски и румънски поет.

## Биография
Коста Гули роден в 1916 година във влашкото паяшко село Ливада, Гърция. Основно образование получава в родното си село. През 1920-те семейството му емигрира в Румъния и се установяват като колонисти в Южна Добруджа. Учи право и литература в Букурещкия университет и след завършването си работи като адвокат. Умира в 1985 година в Букурещ. Пише стихове, публикувани от Кира Йорговяну Манцу и Христу Къндровяну и Атанасие Наста. Част е от литературния кръг „Георге Мурну“ на улица „Барбу Слътиняну“ в Букурещ.